# Poljska koprenka
Poljska koprenka (znanstveno ime Cortinarius orellanus) je gliva iz rodu koprenk (Cortinarius).

## Značilnosti
Poljska koprenka ima od 3 do 8 cm širok klobuk, ki je izbočen in pri mladih primerkih pokrit z drobnimi luskicami, kasneje pa je izbočen do raven, včasih s široko grbo. Barva klobuka je oranžno rjava do rdeče rjava.
Lističi so cimetasto rjave barve, široki, debeli in precej razmaknjeni. Na bet so pripeti izrezano.
Bet je valjast in visok od 4 do 8 cm, poln, rumenkaste do rjave barve, vlaknat in gladek. Ostanek koprene značilen za koprenke je komaj viden.
Površina klobuka v stiku z KOH počrni.

## Razširjenost in življenjski prostor
Razširjena je v srednji in vzhodni evropi, tudi v Sloveniji, kjer je razmeroma pogosta.
Raste v toplih listnatih gozdovih, včasih tudi v mešanih listnato borovih gozdovih.

## Mikroskopske značilnosti
Trosni odtis je rjave barve. Trosi so mandljaste oblike z majhnimi bradavicami in merijo 8–12 x 5–6 μm.

## Podobne vrste
- najlepša koprenka (Cortinarius rubellus)
- služava koprenka (Cortinarius mucosus)

## Strupenost
Smrtno strupena. Povzroča orelaninski sindrom, za kar je odgovorna učinkovina orelanin, ki ob zaužitju poškoduje ledvice in lahko povzroči njihovo odpoved ter posledično smrt. Znaki zastrupitve se pokažejo relativno pozno, včasih šele po 1 do 2 tednih od zaužitja.
Strupenost poljske koprenke je bila odkrita po tem, ko so leta 1952 raziskovali skrivnostno zastrupitev 102 oseb iz poljskega kraja Bydgoszcz od katerih jih je 11 umrlo. Ugotovili so, da so za zastrupitev odgovorne gobe, ki so jih uživali 2 tedna pred pojavom prvih simptomov. Od takrat so se podobni primeri zastrupitev pojavili v več evropskih državah.